# Macierz Makiego-Nakagawy-Sakaty
Macierz Makiego–Nakagawy–Sakaty lub Pontecorvo–Makiego–Nakagawy–Sakaty (skr. „macierz [P]MNS”; także niepopr.: macierz [Pontecorvo–]Maki–Nakagawa–Sakata) – macierz mieszania trzech stanów masowych neutrin z różnymi fazami nosząca nazwiska Ziro Makiego, Masamiego Nakagawy, Shoichiego Sakaty oraz Bruna Pontecorvo.